# Nguyễn Tuấn Anh
Nguyễn Tuấn Anh (Thái Bình, 16 giugno 1999) è un calciatore vietnamita, centrocampista del Nam Định e della nazionale vietnamita.

## Carriera

### Club
Ha giocato nella prima divisione vietnamita.

### Nazionale
Ha giocato nelle nazionali giovanili vietnamite Under-19 ed Under-23.
Ha esordito nella nazionale maggiore nel 2016.
Nel 2023 ha partecipato alla Coppa d'Asia.

## Statistiche

### Cronologia presenze e reti in nazionale
| Cronologia completa delle presenze e delle reti in nazionale ― Vietnam | Cronologia completa delle presenze e delle reti in nazionale ― Vietnam | Cronologia completa delle presenze e delle reti in nazionale ― Vietnam | Cronologia completa delle presenze e delle reti in nazionale ― Vietnam | Cronologia completa delle presenze e delle reti in nazionale ― Vietnam | Cronologia completa delle presenze e delle reti in nazionale ― Vietnam | Cronologia completa delle presenze e delle reti in nazionale ― Vietnam | Cronologia completa delle presenze e delle reti in nazionale ― Vietnam |
| Data                                                                   | Città                                                                  | In casa                                                                | Risultato                                                              | Ospiti                                                                 | Competizione                                                           | Reti                                                                   | Note                                                                   |
| ---------------------------------------------------------------------- | ---------------------------------------------------------------------- | ---------------------------------------------------------------------- | ---------------------------------------------------------------------- | ---------------------------------------------------------------------- | ---------------------------------------------------------------------- | ---------------------------------------------------------------------- | ---------------------------------------------------------------------- |
| 24-3-2016                                                              | Hanoi                                                                  | Vietnam                                                                | 4 – 1                                                                  | Taipei cinese                                                          | Qual. Mondiali 2018                                                    | -                                                                      | 72’                                                                    |
| 29-3-2016                                                              | Teheran                                                                | Iraq                                                                   | 1 – 0                                                                  | Vietnam                                                                | Qual. Mondiali 2018                                                    | -                                                                      | 72’                                                                    |
| 31-5-2016                                                              | Hanoi                                                                  | Vietnam                                                                | 2 – 0                                                                  | Siria                                                                  | Amichevole                                                             | -                                                                      |                                                                        |
| 3-6-2016                                                               | Yangon                                                                 | Vietnam                                                                | 2 – 2 dts (4 - 3 dtr)                                                  | Hong Kong                                                              | Amichevole                                                             | -                                                                      |                                                                        |
| 6-6-2016                                                               | Yangon                                                                 | Vietnam                                                                | 3 – 0 dts                                                              | Singapore                                                              | Amichevole                                                             | -                                                                      |                                                                        |
| 6-10-2016                                                              | Ho Chi Minh                                                            | Vietnam                                                                | 5 – 2                                                                  | Corea del Nord                                                         | Amichevole                                                             | 1                                                                      | 69’                                                                    |
| 13-6-2017                                                              | Ho Chi Minh                                                            | Vietnam                                                                | 0 – 0                                                                  | Giordania                                                              | Qual. Coppa d'Africa 2019                                              | -                                                                      |                                                                        |
| 5-6-2019                                                               | Buriram                                                                | Thailandia                                                             | 0 – 1                                                                  | Vietnam                                                                | King's Cup 2019 - Semifinale                                           | -                                                                      | 90’                                                                    |
| 5-9-2019                                                               | Rangsit                                                                | Thailandia                                                             | 0 – 0                                                                  | Vietnam                                                                | Qual. Mondiali 2022                                                    | -                                                                      |                                                                        |
| 10-10-2019                                                             | Hanoi                                                                  | Vietnam                                                                | 1 – 0                                                                  | Malaysia                                                               | Qual. Mondiali 2022                                                    | -                                                                      | 46’                                                                    |
| 14-11-2019                                                             | Hanoi                                                                  | Vietnam                                                                | 1 – 0                                                                  | Emirati Arabi Uniti                                                    | Qual. Mondiali 2022                                                    | -                                                                      |                                                                        |
| 19-11-2019                                                             | Hanoi                                                                  | Vietnam                                                                | 0 – 0                                                                  | Thailandia                                                             | Qual. Mondiali 2022                                                    | -                                                                      |                                                                        |
| 7-6-2021                                                               | Dubai                                                                  | Vietnam                                                                | 4 – 0                                                                  | Indonesia                                                              | Qual. Mondiali 2022                                                    | -                                                                      | 54’                                                                    |
| 2-9-2021                                                               | Riad                                                                   | Arabia Saudita                                                         | 3 – 1                                                                  | Vietnam                                                                | Qual. Mondiali 2022                                                    | -                                                                      | 56’                                                                    |
| 7-9-2021                                                               | Hanoi                                                                  | Vietnam                                                                | 0 – 1                                                                  | Australia                                                              | Qual. Mondiali 2022                                                    | -                                                                      | 46’                                                                    |
| 7-10-2021                                                              | Sharjah                                                                | Cina                                                                   | 3 – 2                                                                  | Vietnam                                                                | Qual. Mondiali 2022                                                    | -                                                                      | 56’                                                                    |
| 11-11-2021                                                             | Hanoi                                                                  | Vietnam                                                                | 0 – 1                                                                  | Giappone                                                               | Qual. Mondiali 2022                                                    | -                                                                      | 7’ 46’                                                                 |
| 16-11-2021                                                             | Hanoi                                                                  | Vietnam                                                                | 0 – 1                                                                  | Arabia Saudita                                                         | Qual. Mondiali 2022                                                    | -                                                                      | 60’ 66’                                                                |
| 12-12-2021                                                             | Bishan                                                                 | Vietnam                                                                | 3 – 0                                                                  | Malaysia                                                               | AFF Cup 2020 - 1º turno                                                | -                                                                      |                                                                        |
| 15-12-2021                                                             | Bishan                                                                 | Indonesia                                                              | 0 – 0                                                                  | Vietnam                                                                | AFF Cup 2020 - 1º turno                                                | -                                                                      | 65’                                                                    |
| 19-12-2021                                                             | Bishan                                                                 | Vietnam                                                                | 0 – 0                                                                  | Cambogia                                                               | AFF Cup 2020 - 1º turno                                                | -                                                                      | 79’                                                                    |
| 23-12-2021                                                             | Kallang                                                                | Vietnam                                                                | 0 – 2                                                                  | Thailandia                                                             | AFF Cup 2020 - Semifinale andata                                       | -                                                                      | 5’ 46’                                                                 |
| 26-12-2021                                                             | Kallang                                                                | Thailandia                                                             | 0 – 0                                                                  | Vietnam                                                                | AFF Cup 2020 - Semifinale ritorno                                      | -                                                                      | 82’                                                                    |
| 24-3-2022                                                              | Hanoi                                                                  | Vietnam                                                                | 0 – 1                                                                  | Oman                                                                   | Qual. Mondiali 2022                                                    | -                                                                      | 46’                                                                    |
| 29-3-2022                                                              | Saitama                                                                | Giappone                                                               | 1 – 1                                                                  | Vietnam                                                                | Qual. Mondiali 2022                                                    | -                                                                      | 66’                                                                    |
| 21-9-2022                                                              | Ho Chi Minh                                                            | Vietnam                                                                | 4 – 0                                                                  | Singapore                                                              | Amichevole                                                             | -                                                                      | 46’                                                                    |
| 27-9-2022                                                              | Ho Chi Minh                                                            | Vietnam                                                                | 3 – 0                                                                  | India                                                                  | Amichevole                                                             | -                                                                      | 60’                                                                    |
| 14-12-2022                                                             | Hanoi                                                                  | Vietnam                                                                | 1 – 0                                                                  | Filippine                                                              | Amichevole                                                             | -                                                                      | 46’                                                                    |
| 21-12-2022                                                             | Vientiane                                                              | Laos                                                                   | 0 – 6                                                                  | Vietnam                                                                | AFF Cup 2022 - 1º turno                                                | -                                                                      | 65’                                                                    |
| 27-12-2022                                                             | Hanoi                                                                  | Vietnam                                                                | 3 – 0                                                                  | Malaysia                                                               | AFF Cup 2022 - 1º turno                                                | -                                                                      | 85’                                                                    |
| 30-12-2022                                                             | Kallang                                                                | Singapore                                                              | 0 – 0                                                                  | Vietnam                                                                | AFF Cup 2022 - 1º turno                                                | -                                                                      | 58’                                                                    |
| 6-1-2023                                                               | Giacarta                                                               | Indonesia                                                              | 0 – 0                                                                  | Vietnam                                                                | AFF Cup 2022 - Semifinale andata                                       | -                                                                      | 75’                                                                    |
| 16-1-2023                                                              | Pathum Thani                                                           | Thailandia                                                             | 1 – 0                                                                  | Vietnam                                                                | AFF Cup 2022 - Finale ritorno                                          | -                                                                      | 36’                                                                    |
| 15-6-2023                                                              | Haiphong                                                               | Vietnam                                                                | 1 – 0                                                                  | Hong Kong                                                              | Amichevole                                                             | -                                                                      | 64’                                                                    |
| 20-6-2023                                                              | Nam Dinh                                                               | Vietnam                                                                | 1 – 0                                                                  | Siria                                                                  | Amichevole                                                             | -                                                                      | 73’                                                                    |
| 11-9-2023                                                              | Hanoi                                                                  | Vietnam                                                                | 2 – 0                                                                  | Palestina                                                              | Amichevole                                                             | -                                                                      | 71’                                                                    |
| 10-10-2023                                                             | Dalian                                                                 | Cina                                                                   | 2 – 0                                                                  | Vietnam                                                                | Amichevole                                                             | -                                                                      | 61’                                                                    |
| 17-10-2023                                                             | Suwon                                                                  | Corea del Sud                                                          | 6 – 0                                                                  | Vietnam                                                                | Amichevole                                                             | -                                                                      | 46’                                                                    |
| 16-11-2023                                                             | Manila                                                                 | Filippine                                                              | 0 – 2                                                                  | Vietnam                                                                | Qual. Mondiali 2026                                                    | -                                                                      | cap.                                                                   |
| 21-11-2023                                                             | Hanoi                                                                  | Vietnam                                                                | 0 – 1                                                                  | Iraq                                                                   | Qual. Mondiali 2026                                                    | -                                                                      | 48’ 55’                                                                |
| 14-01-2024                                                             | Doha                                                                   | Giappone                                                               | 4 – 2                                                                  | Vietnam                                                                | Coppa d'Asia 2023 - 1º turno                                           | -                                                                      | 46’                                                                    |
| 19-01-2024                                                             | Doha                                                                   | Vietnam                                                                | 0 – 1                                                                  | Indonesia                                                              | Coppa d'Asia 2023 - 1º turno                                           | -                                                                      |                                                                        |
| 24-01-2024                                                             | Doha                                                                   | Iraq                                                                   | 3 – 2                                                                  | Vietnam                                                                | Coppa d'Asia 2023 - 1º turno                                           | -                                                                      | 52’                                                                    |
| 6-6-2024                                                               | Hanoi                                                                  | Vietnam                                                                | 3 – 2                                                                  | Filippine                                                              | Qual. Mondiali 2026                                                    | -                                                                      | 88’                                                                    |
| 11-6-2024                                                              | Bassora                                                                | Iraq                                                                   | 3 – 1                                                                  | Vietnam                                                                | Qual. Mondiali 2026                                                    | -                                                                      | 76’                                                                    |
| 5-9-2024                                                               | Hanoi                                                                  | Vietnam                                                                | 0 – 3                                                                  | Russia                                                                 | Qual. Mondiali 2026                                                    | -                                                                      | 81’                                                                    |
| Totale                                                                 |                                                                        | Presenze                                                               | 46                                                                     |                                                                        | Reti                                                                   | 1                                                                      |                                                                        |

## Palmarès

### Club

#### Competizioni nazionali
- Campionato vietnamita: 2

Nam Định: 2023-2024, 2024-2025
- Supercoppa del Vietnam: 1

Nam Định: 2024